# Александар Игњатовић
Александар Игњатовић (Београд, 12. мај 1980), познат и по надимку Пертини, српски је иноватор, едукатор и предузетник. Директор је компаније за производњу играчака „Pertini Toys” и „Pertini Toys New York”.

## Биографија

### Образовање и каријера
Рођен је и одрастао у српској престоници, у којој је завршио основну и економску школу. На Француско-америчком институту за менаџмент (фр. Institut franco-américain de management – IFAM) је 2002. стекао диплому пословног администратора (енгл. Bachelor of Business Administration – BBA). Потом је 2010. у родном Београду завршио Факултет за европски бизнис и маркетинг при Европском универзитету и постао дипломирани менаџер ЕБМ – мастер. Жеља за даљим усавршавањем није јењавала, те је на Универзитету Харвард у Кембриџу комплетирао своје формално образовање учешћем у програмима за иновације и стратегију 2017–2018 и програму за професионално лидерство 2018–2019, док је знања из области дечје психологије, са фокусом на развој моторичких вештина, употпунио на „New Skills Academy” у Лондону. Доктор наука из области менаџмента и бизниса постао је 2023. одбранивши дисертацију на тему „Глобални систем иновативног образовања са посебним освртом на едукативне програме – менаџмент приступ” на Европском универзитету у Београду.
Темеље компаније „Pertini Toys”, која је основана 1990, поставили су родитељи. Данас је са њима и сестром води Александар и запошљава око три стотине људи. Он је најпре обављао посао директора развоја од 2005. до 2009, а потом генералног директора. Од 2009. проширио је пословање породичне фирме на америчко тржиште оснивајући „Pertini Toys New York”. План му је да тиме његови производи постану део образовног система Сједињених Америчких Држава]. На путу ка томе блиско сарађује са Николом Лончаром и Теслином научном фондацијом из Филаделфије, у чији је управни одбор примљен као координатор иновативних образовних пројеката.
Године 2016. основао је „Пертини центар за здрав развој детета”, организацију која је настала из нужности да се праћењем потреба деце и младих примене нове методе у васпитно-образовном раду, како би се помогло новим нараштајима да кроз игру и разоноду уче и здраво се развијају. У рад Центра је укључен тим психолога и педагога компаније „Pertini Toys”, са којима је Александар у протеклом периоду развио низ игара које не треба да децу одврате од коришћења нових технологија већ да их усмере да почну да их посматрају као помоћна средства. У ту сврху и у складу са тим начелима, Центар планира да док пандемија траје са Струковним удружењем сектора безбедности и Интернационалном полицијском организацијом приређује такмичарске и наградне игре спортског, музичког и стратешког карактера. Председница Центра је његова супруга, са којом има двоје деце.
На свечаности поводом конференције „У духу Тесле”, која је одржана у хотелу „Њујоркер” у Њујорку 13. јануара 2024, извршна директорка „American Paradigm Schools” и чланица тима градоначелнице Филаделфије Ешли Редферн Несвик уручила му је признање за иновативне пројекте у области образовања.
Члан је „Харвард клуба” и специјални саветник струковног удружења Интернационална полицијска организација (енгл. International Police Organization – IPO).
Говори енглески и француски језик.

### Тесла – потрага за проналасцима
Школујући се на Харварду, Александар је током дебата увидео да чак ни образовани људи у Америци нису довољно упознати са животом и радом Николе Тесле. То га је навело да креира интерактивну друштвену игру „Тесла – потрага за проналасцима” (енгл. Tesla – Science Race), која се нарочито показала потребном у време пандемије. Стога га је крајем 2020. Теслина научна фондација наградила Златном медаљом Николе Тесле „за несебичан рад и промоцију народа Николе Тесле кроз иновативни пројекат”. Игра „Тесла – потрага за проналасцима” је креирана по принципу МИНТ (енгл. STEM), што је акроним за Математика, инжењерство, технологија и наука. Кроз њу су деца, али и одрасли, у прилици да крену Теслиним путем, да обиђу места на којима је он био и да се суоче са изазовима која су водила до његових проналазака. У игри се могу, али и не морају, користити паметни уређаји.
Куриозитет је да се на сваких шест месеци добијају нови задаци, скенирањем QR кодова, и све тако до коначног циља – склапања слике Теслиног трансформатора. Игра је представљена на конференцији Теслине научне фондације „У духу Тесле” јануара 2021, а на позив ове фондације Александар је од 15. маја 2021. почео са презентовањем игре у америчким школама. Убрзо, игра је прихваћена као обавезно наставно средство.
На предлог извршне директорке и директорке образовања Теслине научне фондације Ешли Редферн Несвик, Игњатовић је на десетој јубиларној конференцији „У духу Тесле”, која је одржана јануара 2022. у Њујорку, именован за почасног директора Фондације „због пројекта имплементације Тесле и Теслиних достигнућа у америчким школама”.